# Academia de Caen

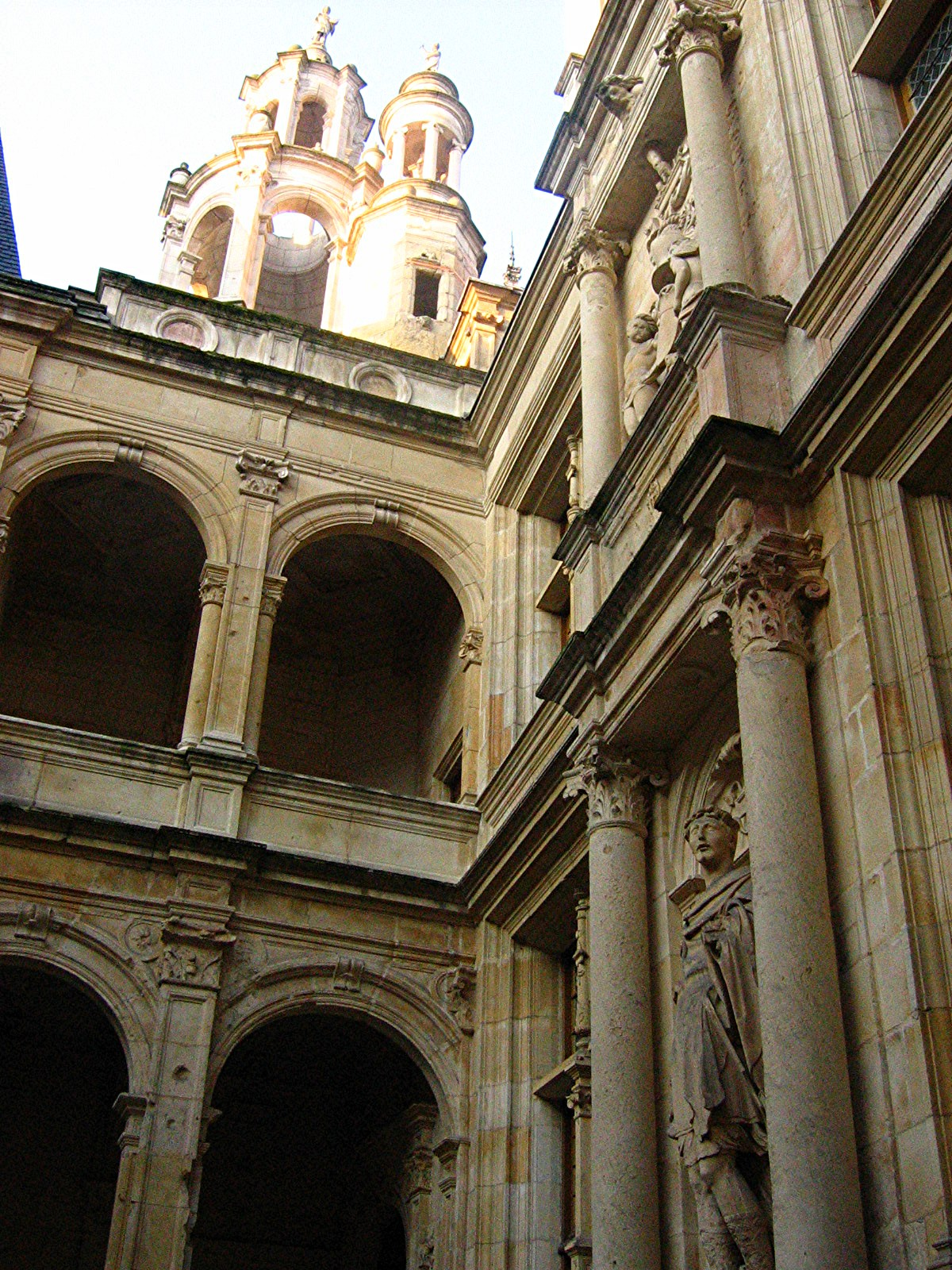
El sitio de la Academia de Caen.

Creada en 1652 por Jacques Moisant de Brieux, la Academia de las Ciencias, Artes y Literatura de Caen es la primera academia literaria de Francia fundada después de la Academia francesa.
Samuel Bochart, Pierre Daniel Huet, Jean Regnault de Segrais y Garaby de la Luzerne, entre otros, fueron sus primeros miembros. Asimismo creará, en 1662, cuatro años antes de que se fundara la Academia de Ciencias Francesa en París, la primera Academia de Psíquica de Francia.

## Historia
Las buenas gentes de Caen tenían por costumbre el reunirse públicamente y cambiar impresiones en el cruce de Saint-Pierre todos los lunes, día en el que llegaba el correo. Como quiera que estas reuniones se celebraban a la intemperie y los contertulios tenían que soportar las inclemencias del tiempo, Moisant de Brieux, lo solucionó poniendo a su disposición el palacete de Escoville.
Si bien en principio se limitaban a leer y comentar los artículos de La Gazette, empezaron, enseguida, a debatir sobre asuntos literarios y científicos. Desde 1652 la Academia de Caen se convirtió en una sociedad dedicada a estas disciplinas de la cual Moisant de Brieux fue su presidente hasta que falleció en 1674, fecha en la que Segrais tomó el relevo dando acogida a la Academia en su propia casa del 1685 hasta que le sobrevino la muerte el 15 de marzo de 1701.
Las reuniones académicas quedaron interrumpidas durante cuatro años, hasta que, en 1705, el yerno de Segrais, M. de Croisilles, les ofreció asilo en su casa. La existencia de esta academia fue confirmada ese mismo año con la carta de patente enviada por el rey pasando a denominarse Academia Real de Literatura. Tras una nueva interrupción de sus actividades motivada por las desavenencias con M. de Croiselles, la Academia aceptó la hospitalidad de M. de Luynes, obispo de Bayeux que puso una sala de su palacio a su disposición. Nuevamente volvieron a verse interrumpidas sus actividades a causa del enfrentamiento que se produjo con el obispo de Bayeux al no aceptar éste que la academia admitiera en su seno a los protestantes, la afrenta fue mayor al negarse, el obispo, a asistir a una asamblea extraordinaria que él mismo había convocado so pretexto de un importante asunto que requería su presencia, asunto que no era más que una partida de ajedrez.
Durante la Revolución francesa la Academia de Caen corrió la misma suerte que las demás academias de Francia. Se tuvo que esperar hasta el 12 de diciembre de 1800 para que la Academia fuera finalmente restablecida por el general Dugua, por aquel entonces prefecto de Calvados. Fue rebautizada con el nombre de Lycée de Caen de Société académique y, por último, Academia de las Ciencias, Artes y Literatura en 1801.
La Academia de las Ciencias, Artes y Literatura, fue reconocida de utilidad pública por medio de un decreto dictado el 10 de agosto de 1853

## Miembros de la Academia de Caen
André Ampère - Robert Angot de l'Éperonnière - Élie de Beaumont - Samuel Bochart - Jean-Jacques Boisard - Nicolas Brémontier - Adolphe Theodore Brongniart - Pierre Chaunu - François Coppée - J. Hector St. John De Crevecœur - Pierre Daru - Paul Deschanel - René Nicolas Desgenettes - Charles-Michel de L'Épée - Octave Feuillet - Camille Flammarion - Augustin-Jean Fresnel - Antoine Galland - Antoine Garaby de la Luzerne - Henri Gouraud - Georges Goyau - Émile Guépratte - Émile Guimet - François Guizot - Helvétius - Pierre Daniel Huet - Bernard de Lacépède - Alphonse de Lamartine - Pierre-Simon Laplace - François Magendie - Étienne Marey - Lucien Musset - Dupont de Nemours - Pierre-Joseph Odolant-Desnos - Henri Poincaré - Regnault de Segrais - Léopold Sédar Senghor - Jules Simon - Charles-François Tiphaigne de La Roche - Alexis de Tocqueville - Raymond Triboulet - Jules Dumont d'Urville - Urbain Le Verrier - Jean de La Varende